# トマト黄化えそウイルス
トマト黄化えそウイルス（トマトおうかえそウイルス、英: Tomato spotted wilt virus、略称: TSWV）はアザミウマによって媒介されるウイルスであり、経済的に重要な作物に深刻な被害をもたらしている。

## 伝播

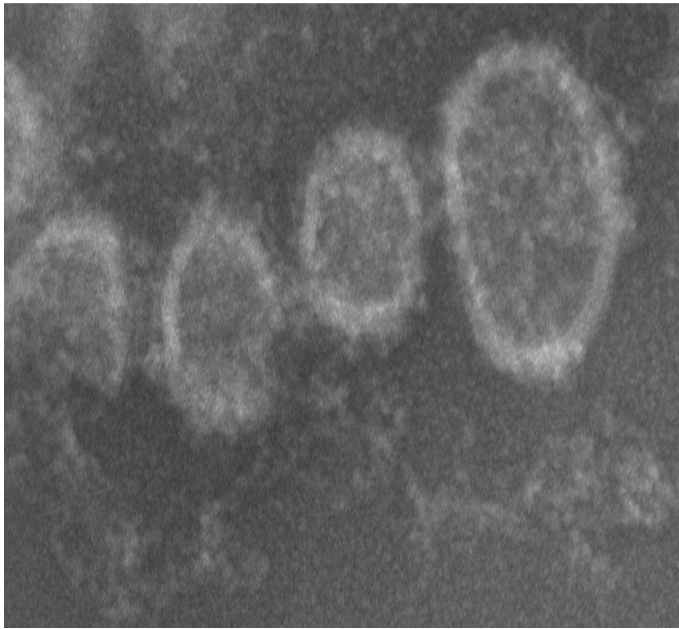
トマト黄化えそウイルスの透過型電子顕微鏡像

TSWVは世界中で経済的に最も大きな悪影響を与えている植物ウイルスの1つである。TSWVの循環性（circulative）・増殖性（propagative）の伝播は、少なくとも10種の異なるアザミウマ類によって媒介される。媒介者として最も一般的な種はミカンキイロアザミウマFrankliniella occidentalisであり、世界中でそして温室内でTSWVの伝播の主要な媒介者となっている。TSWVの拡大にはアザミウマの発生と生殖の速さが寄与している。ウイルスを獲得（acquisition）するのにかかる時間や、ウイルスが昆虫から植物へ移行（inoculation）するのにかかる時間は媒介者の種によって異なる。一例としてミカンキイロアザミウマの場合には、acquisitionとinoculationは5分程度の短時間で行われる。一方で、伝播に最適なacquisitionとinoculationの時間はそれぞれ21.3時間、42.7時間である。
TSWVの伝播は、アザミウマが幼虫期にTSWVを獲得した場合にのみ生じる。アザミウマの幼虫期は約1–3日間である。TSWVに感染した植物を摂取することで、アザミウマはウイルスを獲得する。アザミウマの成虫は中腸のバリアのため、感染することはない。しかしながら、幼虫期にTSWVに感染したアザミウマはその一生を通じてウイルスを伝播することができる。アザミウマは、茎、葉、花など植物のさまざまな組織に卵を埋め込むことで保護する。卵は2–3日で孵化し、20–30日でその一生を終える。アザミウマの成虫は植物の花芽、茎、葉の部分を摂取する。

## 宿主と症状

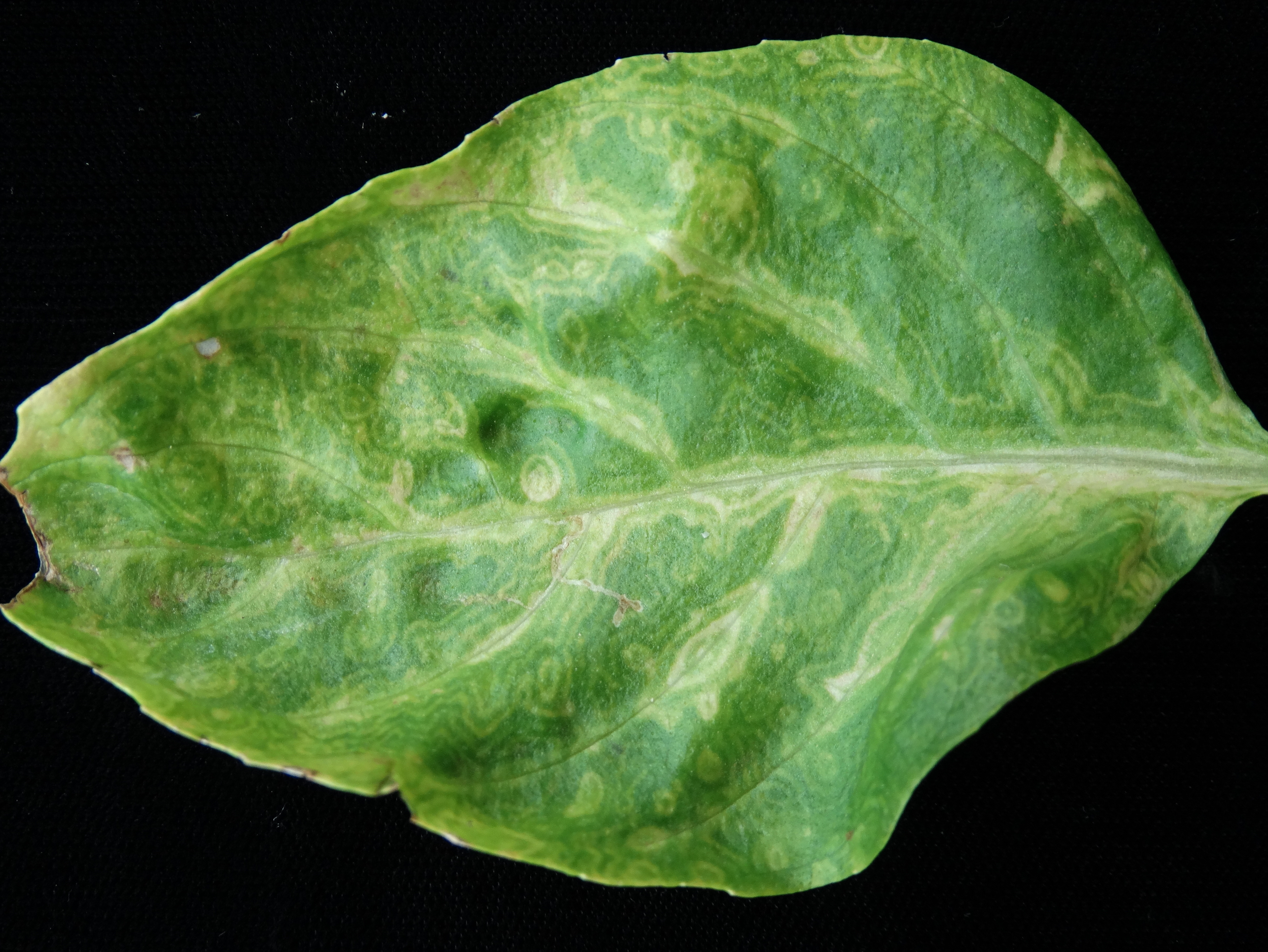
トマト黄化えそウイルスが感染したバジルの症状

TSWVはさまざまな宿主に感染するため、作物に対して世界的に経済的影響を及ぼしている。TSWVの宿主となる種は1000種以上存在し、トマトやタバコなど農業経済的に重要な作物が含まれている。TSWVの症状は宿主によって異なる。また宿主が同じ種であっても、植物の年齢、栄養状況、環境（特に温度）によって症状に多様性がみられる。一般的な症状として、発育不全、果実の輪点、葉の壊死などがみられる。TSWVには多くの系統が存在し、症状の差異は系統の違いによるものである場合もある。

## ゲノム、系統、進化
TSWVは一本鎖マイナス鎖RNAウイルスであり、球状構造をしたウイルスの直径は80–110 nmである。TSWVはL（8.9 kb）、M（4.8 kb）、S（2.9 kb）と呼ばれるRNAからなる3分節化されたゲノムを持つ。Sフラグメントには2つの遺伝子が存在し、ヌクレオカプシド（N）タンパク質と非構造タンパク質NSsがコードされている。
p202/3WT、Tarquinia、p105分離株は、全ゲノム、RdRp、GcGn、NSm、N、NSs遺伝子に基づいた系統学的解析で常に異なる系統に分類される。世界中から得られたTSWV分離株は、N遺伝子領域はヌクレオチド配列とアミノ酸配列が高い同一性を示す。高度に保存されたN遺伝子は強い負の選択圧下にあることが判明しており、dN/dS比は0.0638や0.0557と推計されている。

## 管理
TSWVの管理には予防が重要である。いったん植物がTSWVに感染すると、ウイルスが感染した植物を治療する実用的な方法は存在しない。このウイルスを封じ込める最も効率的な手法は遺伝的耐性である。複数の作物で、いくつかの異なる耐性遺伝子が同定されている。耐性遺伝子は一部の作物では効果があるが、トマトにおけるSw-5耐性のように耐性遺伝子を克服するTSWVの系統が発見されているものもある。トマトのSw-5耐性遺伝子は優性耐性遺伝子であり、過敏感反応によってTSWVに対する耐性を生じさせる。過敏感反応は感染の周囲の植物細胞が細胞死を起こす現象であり、ウイルスがさらに複製を行って植物に感染するために必要な細胞装置を枯渇させる。Sw-5遺伝子を克服するTSWV系統は、オーストラリア、スペイン、アメリカ合衆国などで検出されている。しかしながら、こうした系統はまだ世界中には拡大しておらず、そのためSw-5遺伝子は現在のところ有用である。
他の重要な予防法は、ウイルスやアザミウマを持たない植物を移植し、アザミウマを管理することである。アメリカヒメハナカメムシOrius insidiosusやオオメナガカメムシ類のGeocoris punctipesなど、アザミウマの捕食者の導入もTSWVの伝播を低下させる助けとなる可能性がある。殺虫剤は媒介者が迅速に耐性を獲得するため、媒介者集団を減少させるための効果的な手法とはならない。雑草や感染した植物の除去も、温室内での感染の拡大を防ぐ良い方法である。耕起による古い作物の破壊や物理的除去といった衛生慣行も圃場ではよく用いられる。